# گوورنور، سن بارتلمی
گوورنور (به فرانسوی: Gouverneur) یک منطقهٔ مسکونی در فرانسه است که در سن بارتلمی در کارائیب واقع شده‌است.